# SMS V 182
V 182 – niemiecki niszczyciel z okresu I wojny światowej. Trzecia jednostka typu V 180. Po wojnie przekazany Wielkiej Brytanii i zezłomowany w 1922 roku.